# Bundesverband studentischer Raumfahrt
Der Bundesverband studentischer Raumfahrt e. V. (BVSR) ist ein Dachverband studentischer Raumfahrt-Vereine, mit Sitz in Darmstadt. Die Ziele des gemeinnützigen Verbandes sind die Vertretung der Interessen seiner Mitgliedsvereine sowie die Vernetzung der Mitglieder untereinander.
Die Mitgliedsvereine sind studentisch getragene Vereine an Universitäten und Hochschulen, welche sich mit Raumfahrtbezogenen Themen und Projekten beschäftigen. Dies sind unter anderem:
- Entwicklung und Bau von Experimentalraketen, Satelliten (meist CubeSats) und Rovern
- Teilnahme am BEXUS- sowie REXUS-Programm vom Deutschen Zentrum für Luft- und Raumfahrt
- Teilnahme an Wettbewerben, wie der European Rocketry Challenge und der European Rover Challenge

Der Verband entspricht den SEDS-Vereinen in anderen Ländern.

## Geschichte
Auf dem International Astronautical Congress 2018 in Bremen kam von drei Vereinen die Idee auf, sich zu treffen und auszutauschen. Im Dezember 2021 kam es dann zur Gründung des Verbands.
Seitdem veranstaltet der Verband jährlich seinen mehrtägigen Raumfahrtkongress, auf dem es neben seiner Mitgliedsversammlung auch zu Vorträgen, Workshops und Exkursionen kommt.
Neben dem Raumfahrtkongress organisiert der Verband auch andere Workshops, welche für interessierte Raumfahrtstudierende offen sind.
Der BVSR ist auch auf anderen Konferenzen vertreten, um die Interessen der studentischen Raumfahrt zu vertreten und in die Öffentlichkeit zu bringen.

## Mitgliedsvereine
Mit Stand vom Juni 2025 sind folgende Vereine Mitglieder des BVSR:
- Space Team Aachen e. V. (Aachen)
- Moon Aixperts e. V. (Aachen)
- AUXSPACE e. V. (Augsburg)
- BEARS e. V. (Berlin)
- ExperimentalRaumfahrt-InteressenGemeinschaft e. V. (Braunschweig)
- Astra e. V. (Bremen)
- TU Darmstadt Space Technology (TUDSaT) e. V. (Darmstadt)
- STAR Dresden e. V.
- SeeSat e. V. (Friedrichshafen)
- Spaceflight Rocketry Gießen (SPROG) e. V.
- Vespe Jena e.V.
- ROCKIT e. V. (Karlsruhe)
- Wissenschaftliche Arbeitsgemeinschaft für Raketentechnik und Raumfahrt e. V. (München)
- Hybrid Engine Development (HyEnD) e. V. (Stuttgart)
- KSat e. V. (Stuttgart)
- SUNDSPACE e. V. (Stralsund)
- WüSpace e. V. (Würzburg)
- FAR e. V.

Als Korrespondierende Mitglieder sind dabei:
- Aerospace Team Graz (ASTG) e. V.
- TU Wien Space Team e. V.